# Beate Gütschow
Beate Gütschow (* 11. August 1970 in Mainz) ist eine zeitgenössische deutsche Künstlerin. Sie lebt und arbeitet in Köln und Berlin.

## Leben und Werk
Beate Gütschow studierte von 1993 bis 2000 an der Hochschule für bildende Künste Hamburg (bei Bernhard Blume und Wolfgang Tillmans) und 1997 an der Kunsthochschule Oslo.
2009 bis 2010 lehrte sie als Gastprofessorin an der Hochschule für Grafik und Buchkunst Leipzig. Seit 2011 ist sie Professorin an der Kunsthochschule für Medien Köln.

### LS Serie
In ihrer ersten Serie, „LS“ (Abkürzung für Landschaft), rekonstruiert Beate Gütschow Landschaftsdarstellungen der Malerei des 17. und 18. Jahrhunderts mit den Mitteln der Fotografie. Am Rechner montiert sie aus vielen Fragmenten Fotos, die den Gestaltungsprinzipien der idealen Landschaft folgen.

### S Serie
Die mit „S“ (Abkürzung für Stadt) bezeichnete jüngere Werkgruppe besteht aus großformatigen schwarz-weiß Fotos, die ebenfalls aus vielen Einzelaufnahmen zusammengesetzt sind. Unterschiedlichste Architekturen und Länder werden in einem Bild vereint. Diese Arbeiten nehmen Bezug auf die Dokumentarfotografie, setzten ihr jedoch eine fotografische Fiktion entgegen.

### I Serie
In der Serie „I“ (Abkürzung für Innenraum) setzt sich Gütschow kritisch mit der Bildkultur der Werbefotografie auseinander, indem sie profane Gegenstände – eine Autobatterie, einen Gesundheitsstuhl, einen Overhead-Projektor – in ihrem Studio zu surreal anmutenden Szenarien arrangiert.

### Z Serie
In dieser dokumentarischen Serie kombiniert Gütschow fotografische Fragmente mit computergenerierten Zeichnungen. Z steht für Zellengefängnis, ein früheres Einzelhaftsgefängnis in Berlin-Moabit. Gütschow hat an diesem Ort Fotofragmente aufgenommen und Archivmaterial in digitalen Zeichnungen verarbeitet.

### HC Serie
In der Serie „HC“ setzt sich Gütschow mit der bildlichen Darstellung von Gärten im Mittelalter und der Frührenaissance auseinander. HC steht für Hortus Conclusus.
Gütschow überführt vorgefundene Motive aus der gegenwärtigen Architekturumwelt mit Hilfe der Photogrammetrie in die Parallelperspektive. Sie setzt das historische Zitat als eine beabsichtigte Wahrnehmungsbrechung ein, um gleichzeitig aktuelle Entwicklungen in der 3D-Fotografie zu verhandeln.

### K Serie
Mit Dokumentarfotografie und Text bearbeitet Gütschow das Thema Klimakrise. Dabei fotografiert sie Proteste und den Widerstand, gleichzeitig dokumentiert sie die Schäden, die die Klimakrise verursacht hat.

## Ehrungen und Auszeichnungen
Beate Gütschow wurde unter anderem mit dem „ars viva Preis“ des Kulturkreises der Deutschen Wirtschaft (2006), dem Otto-Dix-Preis / IBM Kunstpreis Neue Medien, Gera (2001) und dem Kunstpreis der Stadt Nordhorn (2001) ausgezeichnet. 2001 war Beate Gütschow außerdem Stipendiatin in der Villa Aurora in Los Angeles.

## Film
Beate Gütschow war eine der Protagonistinnen des Dokumentarfilms „In Berlin“ (2009) von Michael Ballhaus und Ciro Cappellari.

## Einzelausstellungen (Auswahl)
- 2007 Museum of Contemporary Photography, Chicago
- 2008 Haus am Waldsee, Berlin[5]
- 2008 Kunsthalle Nürnberg
- 2009 Sonnabend Gallery, New York
- 2009 Kunsthalle im Lipsiusbau, Staatliche Kunstsammlungen Dresden
- 2011 Fotogalleriet, Oslo
- 2019/2020 „LS“ und „S“, Berlinische Galerie, Berlin[6]
- 2024 Widerstand, Flut, Brand, Widerstand. Fotoarsenal, Wien

## Ausstellungsbeteiligungen (Auswahl)
- 2024 Welt anschauen, Kunstsammlung Chemnitz
- 2023 Expect the unexpected, Kunstmuseum Bonn
- 2021 How to Win at Photography, Fotomuseum Winterthur
- 2021 Blühstreifen, zwischen Traum und Zaun, Kunsthalle Erfurt
- 2020 Biennale de l’Image Tangible, l’Atelier Basfroi, Paris
- 2020 The Museum for All, the Museum for Dogs, National Museum of Modern and Contemporary Art, Korea
- 2020 SUBJEKT und OBJEKT. FOTO RHEIN RUHR, Kunsthalle Düsseldorf
- 2019 Fiction and Fabrication. Photography of Architecture after the Digital Turn, Museu de Arte, Arquitetura e Tecnologia, Lissabon
- 2018 LAND_SCOPE, Stadtmuseum München, Munich
- 2018 SIMULACRUM II, Fries Museum, Leeuwarden
- 2018 PHOTOGRAPHY TO THE END ALL PHOTOGRAPHY, Brandts Museum, Odense
- 2018 A COLEÇÃO SONNABEND: PARTE II, Museu de Arte Contemporânea de Serralves, Porto
- 2017 Prix Pictet Space, Victoria and Albert Museum, London
- 2017 The History Show, Kunstverein in Hamburg
- 2016 Architektur im Bild, Kunsthaus Zürich
- 2016 The future will never arrive, Hessel Museum of Art, Bard College, Annandale-on-Hudson, New York
- 2016 MoCP at 40, Museum for Contemporary Photography, Chicago
- 2015 Imagine Reality, RAY 2015, MAK, Frankfurt am Main
- 2015 (un)möglich! Künstler als Architekten, Marta Herford, Herford
- 2015 Radikal modern. Planen und Bauen in Berlin der 1960er-Jahre, Berlinische Galerie, Berlin
- 2013 fALSEfAKES, Centre de la photographie Genève, Genf
- 2013 Die Zukunft fotografieren, Staatliches Zentrum für Gegenwartskunst, Moskau
- 2013 CONCRETE – Fotografie und Architektur, Fotomuseum Winterthur, Zürich
- 2012 Seduced by Art: Photography Past & Present, National Gallery (London), London
- 2012 After Photoshop - Manipulated Photography in the Digital Age, The Metropolitan Museum of Art, New York
- 2012 Malerei in Fotografie - Strategien der Aneignung, Städel Museum, Frankfurt
- 2012 Lost Places: Orte der Photographie, Kunsthalle Hamburg
- 2012 An Orchestrated Vision, Saint Louis Art Museum, St. Louis
- 2011 Belvedere, Arp Museum Bahnhof Rolandseck, Remagen
- 2011 Runge Heute: Konstruierte Empfindung - Beobachtbare Zeit, Kunsthaus Hamburg
- 2010 Realism – The Adventure of Reality, Kunsthal Rotterdam
- 2010 Project Europa:  Imagining the (Im)possible, The Samuel P. Harn Museum of Art, Gainesville, Florida
- 2010 Realismus – Das Abenteuer der Wirklichkeit, Kunsthalle Emden
- 2009 Manipulating Reality – How Images Redefine the World, Centro di cultura contemporanea Strozzina – Fondazione Palazzo Strozzi di Firenze, Florenz
- 2009 Veto – Zeitgenössische Positionen in der deutschen Fotografie, Haus der Photographie, Deichtorhallen, Hamburg
- 2008 Recent European Landscape, Nelson-Atkins Museum of Art, Kansas City, MO
- 2008 REAL – Fotografien aus der Sammlung der DZ BANK, Städel Museum, Frankfurt
- 2008 Lugares comprometidos: Topografía y actualidad, Fundación ICO, Photo España 2008, Madrid
- 2007 Weltempfänger - 10 Jahre Galerie der Gegenwart, Kunsthalle Hamburg
- 2007 New Forest Pavilion, 52. Biennale, Venedig
- 2007 Made in Germany – Aktuelle Kunst aus Deutschland, Sprengel Museum / Kunstverein Hannover / Kestnergesellschaft, Hannover
- 2007 Reality Bites – Kunst nach dem Mauerfall, Mildred Lane Kemper Art Museum, St Louis, MO
- 2006 ars viva 06/07 – Erzählung / narration, Galerie Neue Meister / Oktagon, Staatliche Kunstsammlungen Dresden
- 2005 Zwischen Wirklichkeit und Bild: Positionen deutscher Fotografie der Gegenwart, The National Museum of Modern Art, Tokyo
- 2005 Jenseits von Arkadien, Pinakothek der Moderne, München